# Буро-збійні машини
Буро-збійні машини (рос. буро-сбоечные машины, англ. hole drilling machines, нім. Aufbruchbohrmaschinen f pl) — гірничі машини для буріння свердловин діаметром 300…500 мм у напрямку знизу догори, та при потребі — розбурення їх зверху донизу до діаметра 500..960 мм. Застосовуються при підземній розробці крутих та пологих вугільних пластів, для нарізки лав, дегазації пластів та ін.
Буро-збійні машини розрізняють за призначенням: для роботи в м'яких та твердих і середніх породах; за типом механізму подачі — з механічною, пневматичною, гідравлічною подачею.